# زون ۸۰۸ اسپین‌زر
زون ۸۰۸ اسپین‌زر یا زون شمال شرق یکی از ۸ زون تشکیلات اداری وزارت امور داخله جمهوری اسلامی افغانستان می‌باشد که شامل ولایات کندز، تخار، بغلان و بدخشان می‌شود. زون معادل قول اردو در وزارت دفاع افغانستان است و معادل انگلیسی آن «Region» یا منطقه می‌باشد. باشگاه فوتبال موج های آمو به نمایندگی از این زون وارد مسابقات لیگ برتر فوتبال افغانستان می‌شود. فرمانده کنونی این زون شیرعزیز کامه‌وال می‌باشد.
از زون شمال شرق افغانستان به‌عنوان منطقه جغرافیایی نیز به‌کار برده می‌شود. آی‌خانم از آثار ارزشمند تاریخی آن می‌باشد. اسپین‌زر نماد ورزشی این زون است که به گندم و پنبه اعلی آن اشاره دارد. مشخصه طبیعی این زون رودهای آمو، کندز، کوکچه، خان‌آباد، سرخاب و کوه‌های پامیر و خواجه محمد می‌باشد. بزرگترین شهر آن قندوز، تالقان، پلخمری، فیض‌آباد، خان‌آباد، امام صاحب، قلعه ذال، چاه آب، بغلان جدید است.